# 2009 aux Émirats arabes unis
Chronologie de l'année 2009 concernant Les Émirats arabes unis (EAU) qui sont un État fédéral regroupant sept émirats mitoyens, Abou Dabi, Ajman, Charjah, Dubaï, Fujaïrah, Ras el Khaïmah et Oumm al Qaïwaïn.
2007 aux Émirats arabes unis - 2007 par pays au Proche-Orient
2008 aux Émirats arabes unis - 2008 par pays au Proche-Orient
2009 aux Émirats arabes unis - 2009 par pays au Proche-Orient
2010 aux Émirats arabes unis - 2010 par pays au Proche-Orient
2011 aux Émirats arabes unis - 2011 par pays au Proche-Orient

## Chronologie

### Janvier 2009
- Samedi 10 janvier 2009,  Dubaï : la 4e édition des 24 Heures de Dubaï est remportée par les pilotes Carsten Tilke, Gabriel Abergel, Niclas Kentenich et Andzej Dzikevic sur la Porsche 997 GT3 Cup n°42 de l'écurie Land Motorsport. La BMW Z4 M Coupé n°69 de l'écurie AlFaisal Racing et la Porsche n°18 de la Besaplast Racing Team complètent le podium[1].

- Vendredi 16 janvier 2009,  Dubaï : le coureur de fond éthiopien Haile Gebreselassie remporte le marathon de Dubaï en 2 h 5 min 29 s devant ses compatriotes Deressa Edae Chimsa et Wendimu Tsige. La course féminine est remportée par l'Éthiopienne Bezunesh Bekele Sertsu en 2 h 24 min 2 s devant sa compatriote Atsede Habtamu Besuy et la Kényane Helena Loshanyang Kirop. Le marathon de Dubaï est le plus doté de la planète, les vainqueurs recevant un chèque de 250 000 dollars[2].

### Février 2009
- Mardi 3 février 2009,  Abou Dabi : Les chefs de la diplomatie d'une dizaine de pays arabes se réunissent à Abou Dabi  pour discuter de l'assainissement des relations arabes pour bien préparer le prochain sommet ordinaire prévu en mars au Qatar.

- Jeudi 5 février 2009,  Dubaï : Le constructeur aéronautique Boeing annonce que la compagnie de location d'avions LCAL, basée à Dubaï, a décidé d'annuler la commande de 16 Boeing 787 Dreamliner, sur les 21 appareils de ce type déjà commandés par la compagnie.

- Samedi 21 février 2009,  Dubaï : L'Américaine Venus Williams, tête de série numéro 6, remporte le tournoi WTA de Dubaï, le 40e titre de sa carrière, en battant en finale la Française Virginie Razzano en deux manches, 6-4, 6-2, après avoir éliminé sa sœur Serena Williams en demi-finale. La compétition avait suscité la polémique après le refus des autorités des Émirats arabes unis de délivrer un passeport à la joueuse israélienne Shahar Peer. En conséquence, la WTA avait infligé le 20 février une amende de 300000 dollars aux organisateurs du tournoi, assortie d'autres mesures contraignantes, au motif de « manquement aux règles du circuit ». Dans un communiqué, le président de la WTA indiqua : « notre organisation ne tolèrera aucune discrimination de quelque sorte que ce soit, et que ce qui est arrivé n'arrivera plus, ni aux Émirats ni ailleurs »[3].

- Dimanche 22 février 2009,  Dubaï : Afin de faire face à la crise immobilière et à la chute du marché financier, le gouvernement de Dubaï annonce l'émission de 20 milliards de dollars de bons du trésor, dont la moitié a été souscrite par la banque centrale des Émirats arabes unis. Le taux d'intérêt des bons a été fixé à 4 % par an et leur période de maturité à 5 ans. Selon le communiqué officiel, « cette émission donnera au gouvernement de Dubaï les liquidités nécessaires pour remplacer celles qui se sont taries pendant les douze derniers mois et par conséquent d'honorer ses obligations financières et de poursuivre son programme de développement »[4].

- Jeudi 26 février 2009,  Dubaï : Le promoteur immobilier Union Properties PJSC annonce qu'il suspend temporairement la construction de son grand parc à thème consacré à la Formule 1, le F1-X Dubai, en raison de la crise financière. L'ouverture du parc, prévue fin 2009, est reportée à 2010[5].

- Samedi 28 février 2009,  Dubaï : Finale de l'Open de tennis masculin de Dubaï remportée par le serbe Novak Djokovic 2 sets à 1 face à l'espagnol David Ferrer. Le tournoi avait débuté le 21 février mais sans le tenant du titre Andy Roddick qui avait décidé de boycotter la compétition après le refus des Émirats arabes unis de laisser jouer l'israélienne Shahar Peer[6].

- Samedi 28 février 2009,  Dubaï : Quatrième manche de la saison 2008-2009 de Speedcar. Déjà vainqueur de la course de vendredi, Jean Alesi remporte la deuxième course le samedi et remonte ainsi à la troisième place du classement général[7].

### Mars 2009
- Samedi 14 mars 2009,  Dubaï : La compagnie aérienne, Emirates, dans un rapport de 46 pages, se montre  mécontente de la qualité des 4 premiers Airbus A380 qui lui ont été livrés. Elle fait état de défauts de fabrication qui l'ont  obligé  à annuler des vols. Parmi les défauts mis en évidence figurent des câbles électriques brûlés, des tôles d'habillage arrachées et des problèmes affectant certains éléments des moteurs[8].

- Lundi 30 mars 2009,  Dubaï : L'ancien chef militaire tchétchène Soulim Iamadaïev, farouche opposant du président tchétchène Ramzan Kadyrov, décède dans un hôpital de Dubaï après avoir été grièvement blessé par balles le samedi dans le parking de son immeuble. Iamadaïev s'était battu côté indépendantiste durant la Première guerre de Tchétchénie puis avait rejoint avec la majorité de ses hommes les forces fédérales russes peu après le début de la Seconde guerre de Tchétchénie[9].

### Avril 2009
- Mercredi 8 avril 2009,  Dubaï : Naissance du premier dromadaire cloné au monde dans un laboratoire de Dubaï. Le bébé dromadaire, baptisé Injaz, est l'aboutissement de cinq ans de recherches d'un centre de reproduction des camélidés financé par l'émir Mohammad ben Rached Al-Maktoum. Le directeur du centre a annoncé la naissance le 14 avril indiquant que cette avancée donnerait les moyens aux scientifiques de préserver les gênes des dromadaires performants dans la production de lait et les courses. En 1998, le même centre avait réussi à croiser un dromadaire et un lama[10].

- Dimanche 12 avril 2009,  Dubaï : Le premier Renault F1 Team Roadshow à Dubaï s'achève après 3 jours de démonstration. L'écurie française a commencé sa tournée en faisant rouler deux Mégane Trophy et deux R28 dans le désert aux portes de la ville. Le 9 avril, elle a invité le vice-président pour le sport de la FIA, Mohammed Ben Sulayem, à piloter une R28 sur l'autodrome de Dubaï mais ce dernier a perdu le contrôle de la monoplace qui est venue s'encastrer dans le muret des stands mettant hors service une des deux R28. Des spectacles se sont également déroulés au pied du Burj Dubaï et sur une plate-forme flottante au-dessus du Dubaï Mall Lagoon devant des milliers de spectateurs. L'événement le plus surprenant a été la démonstration de Nelson Piquet sur la piste de ski couverte de Ski Dubaï. Pour l'occasion, la R28 était équipée de "pneus neige" spécialement réalisés par Bridgestone qui comprenaient un total de 2016 clous rivés manuellement sur les gommes[11].

- Lundi 27 avril 2009 : Selon le rapport de le Stockholm International Peace Research Institute ("Institut  international de recherche pour la paix"), les Émirats arabes unis sont devenus le troisième plus grand  importateur d'armes conventionnelles dans un marché mondial en hausse de 21 % en cinq ans, alors que sur la période quinquennale précédente, ils occupaient le 16e rang. Parmi leurs achats, près de 80 avions de combat F-16E américains et une  cinquantaine de Mirage-2000-9 français.

- Jeudi 30 avril 2009,  Abou Dabi : à la suite de la diffusion par la chaîne américaine ABC, le 22 avril, d'une vidéo montrant un membre de la famille régnante, identifié comme le prince Issa bin Zayed Al-Nahyane, frère du ministre de l'intérieur et prince héritier, en train de torturer un homme avec lequel il est en conflit, les autorités ont condamnent « sans équivoque » le comportement du prince incriminé. Les images du film sont « insoutenables »; on y voit la victime, Mohammed Shah Poor, être martyrisée.

### Mai 2009
- Samedi 2 mai 2009,  Abou Dabi : dans l'affaire des tortures, l'avocat de l'homme d'affaires torturés sur la vidéo par le cheikh Issa Ben Zayed Al-Nahyane, frère du souverain, affirme avoir lui aussi été torturé et disposé des preuves filmées de l'implication du cheikh dans plus de 25 autres cas de torture[12].

- Lundi 11 mai 2009,  Abou Dabi : le cheikh Khalifa ben Zayed Al Nahyane, procède à un remaniement ministériel, marqué par le départ de deux de ses frères et la promotion de deux autres. Le ministre de l'Intérieur, Seïf Ben Zayed Al-Nahyane et celui de des Affaires de la présidence Mansour Ben Zayed Al-Nahyane sont promus vice-premiers ministres tout en gardant leurs fonctions. Deux autres des frères, les vice-premiers ministres, Sultan Ben Zayed Al-Nahyane et Hamdane Ben Zayed Al-Nahyane quittent le gouvernement, sans explication de ce départ inattendu. Deux autres ministères changent de titulaire, Hanif Hassan Ali devient ministre de la Santé et Hamid Mohammad Abid Al-Qatami, devient ministre de l'Éducation et de l'Enseignement.

- Mardi 19 mai 2009,  Abou Dabi : l'ONG Human Rights Watch accuse les  autorités émiraties de ne pas empêcher les mauvais traitements des travailleurs  étrangers, dans un rapport sur les chantiers de l'île Saadiyat devant accueillir  une antenne du Musée du Louvre et où sont prévues aussi des antennes du Musée  Guggenheim et de la New York University[13].

- Lundi 25 mai 2009,  Abou Dabi : une conférence sur la sécurité maritime (Piraterie) s'est ouvert à Abou Dhabi pour débattre de l'« enjeu mondial  » que constitue la lutte contre la piraterie dans le golfe d'Aden et l'océan Indien.

- Mardi 26 mai 2009,  Abou Dabi :
  - Inauguration officielle de l'Implantation militaire française aux Émirats arabes unis par Nicolas Sarkozy. Il s'agit de la première base militaire ouverte par l'armée française à l'étranger depuis les années 1960.
  - Le cheikh Abdallah se félicite de la coopération stratégique entre les Émirats et la France, estimant qu'elle « est l'un des piliers fondamentaux de notre diplomatie et figure en tête de nos priorités car elle sert la stabilité et le développement dans la région du Golfe ». Un protocole d'accord a été signé pour héberger des diplomates émiratis dans des missions diplomatiques françaises, dans les pays où Abou Dhabi n'a pas de représentation.

### Juin 2009
- Lundi 1er juin 2009,  Dubaï : Premier vol de la compagnie aérienne à bas prix Flydubai à destination de Beyrouth au Liban. La compagnie a été fondée le 19 mars 2008 et appartient à Ahmed Ben Saïd al-Maktoum, également président d'Emirates. Flydubai est la première compagnie à bas prix de Dubaï[14].

### Juillet 2009
- Mercredi 15 juillet 2009,  Abou Dabi : Gas Industries (Gasco) a annoncé avoir attribué à des firmes ou consortiums internationaux des projets gaziers dans l'émirat pour 34 milliards de dirhams (9,2 milliards de dollars) au total. Les projets portent sur la conception, la construction, l'équipement et la gestion d'usines de traitement et des lignes de production de gaz.

- Jeudi 30 juillet 2009,  Dubaï : Le géant immobilier dubaïote Emaar annonce des pertes de 350 millions de dollars au deuxième trimestre 2009 essentiellement dues au résultat négatif de 470 millions de dollars de son unité américaine JL Homes mise en liquidation. Au cours de la même période de 2008, la société avait fait un bénéfice de 572 millions de dollars[15].

### Août 2009
- Mardi 4 août 2009,  Dubaï : La Fédération équestre internationale condamne l'émir Mohammed ben Rachid Al Maktoum à 6 mois d'interdiction de course hippique sur longue distance et à une amende de 4500 francs suisses après que son cheval Tahhan ait été testé positif à des substances interdites. L'entraîneur du cheval écope également d'une amende et d'un an de suspension après avoir admis avoir dopé les chevaux. L'émir a déclaré ne pas avoir eu connaissance de l'utilisation de substances illégales[16].

### Septembre 2009
- Mercredi 9 septembre 2009,  Dubaï : Ouverture du métro de Dubaï.

### Novembre 2009
- Mercredi 25 novembre 2009,  Dubaï : éclatement de la bulle immobilière constituée dans l'émirat qui annonce son incapacité à rembourser ses dettes.

- Jeudi 26 novembre 2009,  Dubaï : la crise financière se fait à nouveau ressentir à la suite de l'éclatement de la bulle immobilière[17].